# Kanurennsport-Europameisterschaften 2012
Die Kanurennsport-Europameisterschaften 2012 fanden in Zagreb in Kroatien statt. Es waren die 24. Europameisterschaften, Ausrichter war der Europäische Kanuverband ECA.

## Ergebnisse
Insgesamt wurden Wettbewerbe in 26 Kategorien ausgetragen, davon 10 für Frauen.

### Herren

#### Kanadier
| Disziplin | Disziplin | Gold                                                                               | Leistung      | Silber                                                               | Leistung      | Bronze                                                         | Leistung      |
| --------- | --------- | ---------------------------------------------------------------------------------- | ------------- | -------------------------------------------------------------------- | ------------- | -------------------------------------------------------------- | ------------- |
| C1        | 200 m     | Valentin Demjanenko                                                                | 38,752 s      | Alfonso Benavides                                                    | 38,968 s      | Jevgenijus Šuklinas                                            | 39,060 s      |
| C1        | 500 m     | Mathieu Goubel                                                                     | 1:47,495 min  | Martin Fuksa                                                         | 1:48,211 min  | David Cal                                                      | 1:48,567 min  |
| C1        | 1000 m    | Sebastian Brendel                                                                  | 3:50,726 min  | Mathieu Goubel                                                       | 3:51,462 min  | Aliaksandr Zhukouski                                           | 3:54,102 min  |
| C1        | 5000 m    | Florin Comanici                                                                    | 22:55,509 min | Manuel Antonio Campos                                                | 23:21,833 min | Matej Rusnák                                                   | 23:31,905 min |
| C2        | 200 m     | LitauenTomas Gadeikis Raimundas Labuckas                                           | 35,956 s      | BelarusDzmitry Rabchanka Aliaksandr Vauchetski                       | 36,820 s      | ItalienDaniele Santini Luca Incollingo                         | 37,472 s      |
| C2        | 500 m     | TschechienJaroslav Radoň Filip Dvořák                                              | 1:39,564 min  | RumänienAlexandru Dumitrescu Victor Mihalachi                        | 1:40,028 min  | UkraineWitalij Werheles Denys Kamerylov                        | 1:40,792 min  |
| C2        | 1000 m    | RumänienAlexandru Dumitrescu Victor Mihalachi                                      | 3:35,020 min  | DeutschlandPeter Kretschmer Kurt Kuschela                            | 3:35,544 min  | BelarusAndrej Bahdanowitsch Aljaksandr Bahdanowitsch           | 3:35,744 min  |
| C4        | 1000 m    | BelarusDzmitry Rabchanka Dzmitry Vaitsishkin Dzianis Harazha Aliaksandr Vauchetski | 3:22,139 min  | RumänienIosif Chirilă Cătălin Costache Mihail Simion Florin Comanici | 3:23,551 min  | UngarnMárton Tóth Róbert Mike Henrik Vasbányai Szabolcs Németh | 3:25,799 min  |

#### Kajak
| Disziplin | Disziplin  | Gold                                                                    | Leistung      | Silber                                                          | Leistung      | Bronze                                                             | Leistung      |
| --------- | ---------- | ----------------------------------------------------------------------- | ------------- | --------------------------------------------------------------- | ------------- | ------------------------------------------------------------------ | ------------- |
| K1        | 200 Meter  | Marko Novaković                                                         | 34,431 s      | Maxime Beaumont                                                 | 34,479 s      | Ed McKeever                                                        | 34,499 s      |
| K1        | 500 Meter  | Anders Gustafsson                                                       | 1:36,858 min  | Marek Twardowski Josef Dostál                                   | 1:36,998 min  | nicht vergeben                                                     |               |
| K1        | 1000 Meter | Max Hoff                                                                | 327,214 min   | René Holten Poulsen                                             | 3:29,326 min  | Francisco Cubelos                                                  | 3:29,422 min  |
| K1        | 5000 Meter | Aleh Jurenja                                                            | 20:33,221 min | Max Hoff                                                        | 20:34,245 min | Milán Noé                                                          | 21:10,717 min |
| K2        | 200 Meter  | Vereinigtes KönigreichLiam Heath Jon Schofield                          | 31,596 s      | DeutschlandRonald Rauhe Jonas Ems                               | 31,780 s      | PolenSebastian Szypula Dawid Putto                                 | 31,904 s      |
| K2        | 500 Meter  | FrankreichArnaud Hybois Sébastien Jouve                                 | 1:27,094 min  | SerbienDusko Stanojević Dejan Pajić                             | 1:27,382 min  | BelarusRaman Petruschenka Wadsim Machneu                           | 1:27,390 min  |
| K2        | 1000 Meter | UngarnRoland Kökény Rudolf Dombi                                        | 3:13,981 min  | DeutschlandAndreas Ihle Martin Hollstein                        | 3:15,011 min  | SlowakeiPeter Gelle Erik Vlček                                     | 3:15,551 min  |
| K4        | 1000 Meter | DänemarkKim Wraae Knudsen René Holten Poulsen Emil Stær Kasper Bleibach | 2:51,947 min  | RumänienTraian Neagu Toni Ioneticu Ştefan Vasile Petrus Gavrila | 2:52,239 min  | SerbienMilenko Zorić Ervin Holpert Aleksandar Aleksić Dejan Terzić | 2:52,959 min  |

### Frauen

#### Kanadier
| Disziplin | Disziplin | Gold                                | Leistung     | Silber                                           | Leistung     | Bronze                                | Leistung     |
| --------- | --------- | ----------------------------------- | ------------ | ------------------------------------------------ | ------------ | ------------------------------------- | ------------ |
| C1        | 200 m     | Stanilija Stamenowa                 | 48,915 s     | Sophie Cordelier                                 | 50,088 s     | Olga Aliohina                         | 50,104 s     |
| C2        | 500 m     | UngarnKincső Takács Zsanett Lakatos | 2:07,878 min | BelarusKatsiaryna Herasimenka Sviatlana Tulupava | 2:09,510 min | UkraineNataliya Zhiliuk Dariya Motova | 2:16,062 min |

#### Kajak
| Disziplin | Disziplin  | Gold                                                                            | Leistung      | Silber                                                                    | Leistung      | Bronze                                                                  | Leistung      |
| --------- | ---------- | ------------------------------------------------------------------------------- | ------------- | ------------------------------------------------------------------------- | ------------- | ----------------------------------------------------------------------- | ------------- |
| K1        | 200 Meter  | Natasa Janics                                                                   | 39,372 s      | Marta Walczykiewicz                                                       | 39,652 s      | Teresa Portela                                                          | 40,376 s      |
| K1        | 500 Meter  | Katrin Wagner-Augustin                                                          | 1:49,300 min  | Danuta Kozák                                                              | 1:49,948 min  | Špela Ponomarenko Janić                                                 | 1:51,252 min  |
| K1        | 1000 Meter | Malgorzata Wardowicz                                                            | 4:01,023 min  | Silke Hörmann                                                             | 4:02,251 min  | Ana Roxana Lehaci                                                       | 4:02,867 min  |
| K1        | 5000 Meter | Renáta Csay                                                                     | 22:46,576 min | Eva Barrios                                                               | 23:00,888 min | Katrin Wagner-Augustin                                                  | 23:01,440 min |
| K2        | 200 Meter  | DeutschlandTina Dietze Franziska Weber                                          | 35,878 s      | BelarusWolha Chudsenka Maryna Pautaran                                    | 35,994 s      | PortugalJoana Vasconcelos Beatriz Gomes                                 | 36,154 s      |
| K2        | 500 Meter  | UngarnKatalin Kovács Natasa Janics                                              | 1:38,704 min  | BelarusWolha Chudsenka Maryna Pautaran                                    | 1:39,144 min  | PolenKarolina Naja Beata Mikołajczyk                                    | 1:39,292 min  |
| K2        | 1000 Meter | PolenKarolina Naja Beata Mikołajczyk                                            | 3:39,096 min  | UngarnAnna Kárász Ninetta Vad                                             | 3:40,470 min  | SpanienBeatriz Manchón Jana Šmidáková                                   | 3:41,760 min  |
| K4        | 500 Meter  | DeutschlandTina Dietze Carolin Leonhardt Katrin Wagner-Augustin Franziska Weber | 1:32,176 min  | BelarusIryna Pamjalowa Nadseja Ljapeschka Wolha Chudsenka Maryna Pautaran | 1:33,356 min  | UngarnGabriella Szabó Danuta Kozák Katalin Kovács Krisztina Fazekas-Zur | 1:34,832 min  |

## Medaillenspiegel
| Platz  | Land                   | Gold | Silber | Bronze | Gesamt |
| ------ | ---------------------- | ---- | ------ | ------ | ------ |
| 1      | Deutschland            | 5    | 5      | 1      | 11     |
| 2      | Ungarn                 | 5    | 2      | 3      | 10     |
| 3      | Belarus                | 2    | 5      | 3      | 10     |
| 4      | Frankreich             | 2    | 3      | 0      | 5      |
| 4      | Rumänien               | 2    | 3      | 0      | 5      |
| 6      | Polen                  | 2    | 2      | 2      | 6      |
| 7      | Tschechien             | 1    | 2      | 0      | 3      |
| 8      | Serbien                | 1    | 1      | 1      | 3      |
| 9      | Dänemark               | 1    | 1      | 0      | 2      |
| 10     | Vereinigtes Königreich | 1    | 0      | 1      | 2      |
| 10     | Litauen                | 1    | 0      | 1      | 2      |
| 12     | Aserbaidschan          | 1    | 0      | 0      | 1      |
| 12     | Bulgarien              | 1    | 0      | 0      | 1      |
| 12     | Schweden               | 1    | 0      | 0      | 1      |
| 15     | Spanien                | 0    | 3      | 3      | 6      |
| 16     | Ukraine                | 0    | 0      | 3      | 3      |
| 17     | Portugal               | 0    | 0      | 2      | 2      |
| 17     | Slowakei               | 0    | 0      | 2      | 2      |
| 19     | Österreich             | 0    | 0      | 1      | 1      |
| 19     | Italien                | 0    | 0      | 1      | 1      |
| 19     | Slowenien              | 0    | 0      | 1      | 1      |
| Gesamt |                        | 26   | 27     | 25     | 78     |